# Paul Koechlin
Paul Jules Jean-Jacques Koechlin (Mulhouse, 7 maggio 1881 – Étinehem, 17 agosto 1916) è stato un imprenditore e aviatore francese, che fu un pioniere dell'aviazione nei primi anni del XX secolo.

## Biografia
Nacque a Mulhouse il 7 maggio 1881, all'interno di una famiglia di industriali alsaziani, soci della famiglia Peugeot. Era  figlio di Albert (1848-?) industriale del settore tessile a Mulhouse e di sua moglie, Mary Heilmann (1860-1882).
Iniziò a costruire aeroplani tra il 1908 e il 1912 e incontrò un certo successo con la sua prima macchina propulsa da un motore GIP da 70 hp, la cui fusoliera fu la prima ad essere realizzata in mogano verniciato, mentre le eliche vennero ricavate da un tronco di noce. La sua compagnia, Aéroplanes P. Koechlin, aveva sede in rue de Vanves 27 a Billancourt, e qui si producevano eliche, aeroplani e accessori vari, e svolgeva ogni tipo di lavoro ingegneristico. Fu uno del molti aviatori dell'epoca che si proponevano di tentare l'impresa di attraversare il canale della Manica in volo per vincere l'importantissimo premio offerto dal Daily Mail.
Nel 1909 aprì una scuola di volo a Port-Aviation, vicino a Viry-Châtillon, e nel 1910 una seconda scuola di volo a Mourmelon-le-Grand. Gli allievi potevano ottenere una licenza di pilota privato dopo aver seguito i corsi e pagato una tassa di 2 000 franchi. Se avessero danneggiato il velivolo avrebbero dovuto pagare il costo delle riparazioni di tasca loro. Il 19 dicembre 1910 Marthe Niel fu la seconda donna, dopo Raymonde de Laroche, a conseguire con successo il brevetto di volo n. 226 volando su un aereo Koechlin type C.
Insieme ad Alfred de Pischof (1882-1922) tra il 1908 e il 1909 realizzò un monoplano dotato di tre paia di ali in tandem, l'ultima delle quali fungeva da coda stabilizzatrice, equipaggiato con un motore Duteil & Chalmers a due cilindri orizzontali erogante la potenza di 20 CV. Questo aereo andò in volo per la prima volta a Villacoublay il 29 ottobre 1908 raggiungendo una tangenza variabile da 300 m a 500 m.
Nel 1911 vendette tutte le sue attività aeronautiche a Gaston Vinet.
Dopo lo scoppio della prima guerra mondiale si arruolò nell'Armée de terre come soldato di sanità, assegnato al 20e Escadron du train des équipages militaires (ETEM) della sezione sanitaria 3. Rimasto ferito nel corso della battaglia della Somme morì sull'ambulanza 7/20 a Étinehem il 17 agosto 1916. Sulla sua tomba è scritto Mort pour la France. Un francobollo che illustra il primo volo a Villacoublay di un velivolo di Pischof è Koechlin stato emesso dalle poste francesi il 17 dicembre 2008.

### Annotazioni
1. ↑  Rimasto vedovo suo padre si risposò con Adrienne Gros che gli diede due figli, Jacques e Madeleine.
2. ↑  Si trattava dei primi voli compiuti da un aereo a Villacoublay.

### Fonti
1. 1 2 3 4  Memoire des hommes.
2. 1 2 3  Koechlin.
3. ↑  Koechlin.
4. 1 2 3 4 5 6 7  Koechlin.
5. ↑  Early Aviators.
6. 1 2  Mancini 1936, p. 497.